# Бруттия Криспина
Бруттия Криспина (лат. Bruttia Crispina; 164, Рим — 191, Капри, Кампания) — жена римского императора Коммода.

## Жизнеописание
Происходила из знатного рода Бруттиев. Дочь Гая Бруттия Презента, консула 153 года, и Лаберии Криспины. Братом Бруттии был будущий консул Луций Бруттий Квинтий Криспин. Семья её отца происходила из Вольцея, Лукании, Италии и была тесно связана с римскими императорами Траяном, Адрианом, Антонином Пием и Марком Аврелием. Криспина родилась и выросла в Риме или Вольцее.
Император Марк Аврелий летом 178 года заключил брак между Бруттией Криспиной и своим сыном Коммодом. Это делалось согласно плану императора, который был направлен на то, чтобы связать выдающихся римских военных с императорской семьёй.
Брак был заключен летом 178 года, то есть перед отправкой императора и отца Криспины в новый военный поход за Альпы. Молодожёны были ровесниками, на момент свадьбы Коммоду было 17 лет, Криспине вероятно немногим меньше. Для того времени такая разница в возрасте была на редкость мала. Криспины не смогла родить наследника из-за неспособности её мужа зачать ребёнка, что привело к династическому кризису наследования.
Сразу после свадьбы Криспина получила титул Августы. Впрочем положение Бруттии пошатнулись после покушения на Коммода в 182 году со стороны Марка Уммидия Квадрата Анниана. Коммод уцелел, казнил Уммидия и вместе с тем взял к себе его любовницу Марцию. После этого Марция фактически стала женой императора, отодвинув в сторону Августу.
На протяжении нескольких лет после появления Марции, брак Бруттии Криспины и Коммода официально считался успешным и образцовым, реальное положение дел на суд широкой публики не выносились.
В 187 году Коммод, который позволял себе самые изощренные извращения, обвинил жену в прелюбодеянии. В этом же году Бруттия Криспина была отправлена в ссылку на остров Капри, а в 191 году по приказу Коммода убита.